# Hjalmar Théel
Johan Hjalmar Théel (ursprungligen Tjäder), född 14 juni 1848 i Säter, död 20 juli 1937, var en svensk zoolog och universitetslärare.

## Biografi
Théel blev student vid Uppsala universitet 1869, promoverades 1872 till filosofie doktor, utnämndes 1875 till docent i zoologi, förordnades 1879 att vara extra ordinarie amanuens vid zoologisk-zootomiska laboratoriet i Uppsala, uppehöll på förordnande prosektorsbefattningen vid samma laboratorium under läsåret 1882–1883 samt kallades 1883 till prosektor och 1889 till extra ordinarie professor i jämförande anatomi vid Uppsala universitet. År 1892 utnämndes han till intendent och professor vid Naturhistoriska riksmuseets evertebratavdelning. Han tog 1916 avsked, men fortsatte som prefekt vid den zoologiska havsstationen Kristineberg. 
År 1878 erhöll Théel uppdrag att undersöka och beskriva den talrika samling av djur, tillhörande holoturiernas klass, som insamlats under den engelska Challengerexpeditionen. Resultatet av hans undersökningar över dessa djur publicerades i "Report on the Scientific Results of the Exploring Voyage of H.M.S. Challenger 1873-76" och omfattar två delar. Den första (1881) behandlar ordningen Elasipoda och är grundläggande för kännedomen om denna egenartade grupp; den andra (1885) omfattar holoturiernas övriga ordningar. Förutom detta arbete publicerade Théel en mängd mindre arbeten, bland vilka särskilt kan nämnas Études sur les Gephyriens inermes des mers de la Scandinavie, du Spitsberg et du Groenland (1875), Recherches sur le Phascolion strombi (1875), Note sur l'Elpidia, genre nouveau du groupe des Holothuries (1876), i vilken uppsats en art av den ovannämnda, sedermera av Théel uppställda och bearbetade gruppen Elasipoda för första gången beskrivs, Mémoire sur l'Elpidia, nouveau genre d'Holothuries (1877), Les annélides polychcetes des mers de la Nouvelle-Zemble (1879), Report on the Holothurioidea Dredged During the "Knight Errant" Expedition 1880 (1882), Report on the Holothurioidea Dredged by the U.S. Coast Survey Steamer "Blake" During the Years 1877–1880 (1886), On the Development of Echinocyamus pusillus (1892), Om bipolaritet i hafsorganismernas utbredning (1900), Preliminary Account of the Development of Echinus miliaris (1902) och Northern and Arctic Invertebrates in the Collection of the Swedish State Museum (1906).  
Théel deltog även vid en mängd vetenskapliga resor. Han medföljde 1875 Nordenskiölds expedition till Novaja Zemlja och Jenisej, deltog följande år som ledare i den ävenledes av Nordenskiöld anordnade lantexpeditionen till Jenisej, gjorde 1878 och 1880 resor till Edinburgh för bearbetning av Challengerexpeditionens holoturiesamlingar, besökte 1881 de zoologiska stationerna vid Trieste, Neapel och Roscoff (i Bretagne) samt företog 1887–1888 en resa dels till Genua och Messina för att studera Medelhavets djurliv, dels till flera tyska universitet för att taga kännedom om de zoologiska institutionerna i Tyskland och för att inhämta de nyare metoderna särskilt vid embryologiska undersökningar. 
År 1884 blev Théel ledamot av Vetenskapsakademien, 1889 av Vetenskapssocieteten i Uppsala och 1896 av Fysiografiska sällskapet i Lund. Han var även ledamot av flera utländska vetenskapliga samfund.
Hjalmar Theel var son till kapten Johan Jakob Tjäder och Zephira Olivia Leijonflycht. Modern var adlig, och dotterdotter till friherre Johan Magnus af Nordin samt Bureättling. Han föddes med efternamnet Tjäder, men synes ha upptagit efternamnet Theel efter sin morfars farmor; hon var dotter till brukspatronen Albrecht Theel.